# ひとり酒 (ぴんから兄弟の曲)
『ひとり酒』はぴんから兄弟としての第二作品目の楽曲である。

## 楽曲概要
- ぴんからトリオ時代から続いていた「女シリーズ」から初めてタイトルに「女の」を付けなかった作品になる。
- 当初、発売前のタイトルは「女の酒」であったがコロムビアがヒット挽回を期し作家の先生らと相談して思い切って「ひとり酒」とした。このことによって当初の発売日10月であったのが約2か月間遅れての12月発売となったという経緯がある。
- 前作の女のきずがトリオ時代に比べて売り上げが落ち込んでいたがこの作品によって売り上げ総数30万枚近くを記録し再び大ヒットとなった。
- オリコンヒットチャートベスト10位内には入らなかったものの最高位14位でベスト100位内には5か月間に渡って入りロングヒットとなった。
- カラオケでも長年に渡って定番ソングとなりカラオケ年間では1973年から3年間ベスト20位内に入った。

## 楽曲内容
- ひとり酒　　作詞：菅野さほ子　　作曲：紺野章　　編曲：佐伯亮　（4'09"）　（発売：1973年12月10日、日本コロムビア）　(AA-23)

B面：「おんな町」　作詞：菅野さほ子　　作曲：紺野亮　　編曲：栗田俊夫　(3'33") 　唄：宮五郎

## 音楽出版権利
- 有限会社第一音楽出版と日本コロムビア株式会社にある。